# Richard Goldstone
Richard Joseph Goldstone (26 oktober 1938, Zuid-Afrika) is een Zuid-Afrikaans rechter.
Na een rechtenstudie aan de Universiteit van de Witwatersrand in Johannesburg, afgerond in 1963, werd Goldstone advocaat. In 1976 werd hij rechter, in 1980 werd hij, hoewel hij tegenstander was van het toen heersende systeem van apartheid, benoemd in het gerechtshof van Transvaal en in 1989 in de kamer voor beroepszaken van het hooggerechtshof van Zuid-Afrika. Hij was voorzitter van de in 1991 door de regering ingestelde commissie voor onderzoek naar het grootschalig geweld in Zuid-Afrika (ook bekend als Goldstone-commissie). In 1994 werd hij benoemd tot lid van het (na de val van het apartheidsregime ingestelde) constitutioneel gerechtshof, waarin hij zitting had vanaf het begin van de werkzaamheden in 1995 tot 2003.
In 1994 werd hij daarnaast ook benoemd tot (de eerste) aanklager bij het Joegoslaviëtribunaal (ICTY) en het Rwandatribunaal. In beide werd hij in 1996 opgevolgd door de Canadese Louise Arbour.
In 1997 ontving hij een eredoctoraat van de Universiteit van Tilburg.
In 2009 leidde hij een VN-onderzoekscommissie inzake mensenrechtenschendingen tijdens Operatie Gegoten Lood (Operation Cast Lead) in de Gazastrook 2008-2009. De bevindingen van de commissie werden neergelegd in het 'Goldstone Report'  In dit rapport stond onder meer dat Israël intentioneel burgerdoelen in Gaza beschoot. Dit kwam Goldstone op zware kritiek te staan van zowel Israël als vanuit eigen joodse kring. De joods-Amerikaanse jurist Alan Dershowitz noemde hem een verrader van het Joodse volk. Ook werd hij bij gelegenheid geweerd uit de Zuid-Afrikaanse joodse gemeenschap waartoe hij behoorde. Enkele van de beschuldigingen heeft hij na enige jaren teruggenomen.
Hij is een Honorary Fellow van het St John's College, een college van de Universiteit van Cambridge.